# آوتیک جراقاتسابانیان
آوتیک جراقاتسابانیان (ارمنی: Ավետիք Ջրաղացպանյան؛ ۲۷ اوت ۱۹۱۷ – ۱۹ نوامبر ۱۹۸۲) یک بازیگر سینما اهل ارمنستان بود. وی بین سال‌های ۱۹۵۹ تا ۱۹۸۲ میلادی فعالیت می‌کرد.

## زندگی‌نامه
وی در ۲۷ اوت ۱۹۱۷ در ایروان به دنیا آمد  وی در ۱۹ نوامبر ۱۹۸۲ در سن ۶۵ سالگی در ایروان درگذشت.

## گزیدهٔ فیلم‌شناسی
از فیلم‌ها یا برنامه‌های تلویزیونی که وی در آن نقش داشته‌است می‌توان به آثار زیر اشاره کرد.
- ۰۱-۹۹ (۱۹۵۹)
- پرتگاه (۱۹۷۳)
- ناهاپت (۱۹۷۷)
- یک تکه از آسمان (۱۹۸۰)
- گیکور (۱۹۸۲)